# Phelps (Wisconsin)
Phelps – miasto w Stanach Zjednoczonych, w stanie Wisconsin, w hrabstwie Vilas.